# Екатерининское сельское поселение (Тарский район)
Екатерининское се́льское поселе́ние — муниципальное образование в Тарском районе Омской области Российской Федерации.
Административный центр — село Екатерининское.

## История
Статус и границы сельского поселения установлены Законом Омской области от 30 июля 2004 года № 548-ОЗ «О границах и статусе муниципальных образований Омской области»

## Население
| 2010  | 2011  | 2012  | 2013  | 2014  | 2015  | 2016  |
| ----- | ----- | ----- | ----- | ----- | ----- | ----- |
| 2319  | ↘2312 | ↘2282 | ↘2257 | ↘2232 | ↗2288 | ↘2253 |
| 2017  | 2018  | 2019  | 2020  | 2021  | 2023  |       |
| ↘2234 | ↘2221 | ↘2191 | ↘2143 | ↘1790 | ↘1740 |       |

По состоянию на 1 января 2010 года численность населения — 2342 человека. Численность населения от 15 до 72 лет — 1689 человека. В трудоспособном возрасте — 1295 человека. Занятые в экономике от 15 до 72 лет — 608 человек. Учащиеся (16 лет и старше) — 105 человек. Незанятое население — 312 человек. Общая численность безработных — 270 человек. Уровень общей безработицы — 31 %. В том числе временно отсутствующие: 62 человека из них: Студенты — 11 человек, в рядах Российской армии — 7 человек, прочие — 44 человека.
За 2009 год родилось 28 человек, умерло — 88 человек, прибыло — 130 человек, выбыло — 37 человек.

## Состав сельского поселения
| № | Населённый пункт | Тип населённого пункта       | Население |
| - | ---------------- | ---------------------------- | --------- |
| 1 | Екатерининское   | село, административный центр | ↘2317     |
| 2 | Новоекатериновка | деревня                      | ↘1        |
| 3 | Новопокровка     | деревня                      | ↘1        |